# جمال سلسع
جمال سلسع (1942 -) هو طبيب وكاتب فلسطيني.

## السيرة الذاتية
- ولد في سنة 1942م في بيت ساحور

- تخرج من مدرسة بيت لحم الثانوية عام 1962-1963، التحقتٌ بكلية طب جامعة عين شمس بالقاهرة، تخرج طبيبا وجراحا عام 1969.[4][5]
- خدم مدة عام سنة امتياز في مستشفيات القاهرة خاصة في قسم الأمراض الجلدية.[6][7][8]
- عين عام 1970 حتى نهاية عام 1972 مديرا لمستشفى أريحا ومديراً لدائرة الصحة فيها.
- منذ أيام الطفولة مارس الكتابة الأدبية منذ عام 1957 في جريدة المساء، جريدة الشعب وجريدة الجهاد.[9]
- عاد إلى الكتابة الأدبية عام 1975، شارك مع آخرين في تأسيس اتحاد الكتاب الفلسطينيين عام 1980.
- تم اعتقاله بين عامي 1989 – 1990 بتهمة قيادة العصيان الضرائبي بمدينة بيت ساحور.
- حصل على براءة اختراع لمرض الصدفية والاكزيما وغيرها من الامراض الجلدية عام 1997.
- كانت له زاوية اسبوعية في جريدة الفجر منذ عام 1976 وحتى اغلاق الجريدة عام 1994 بعنوان حديث الجرح.
- كانت له زاوية يومية بجريدة الأقصى بعنوان «حديث الوطن» التي صدرت مع قدوم السلطة الوطنية الفلسطينية عام 1994 واستمرت لمدة عام حتى اغلاق الجريدة.
- كان له برنامج يومي «شعر وموسيقى» في اذاعة صوت فلسطين بعنوان «صلوات في محراب الوطن» وستمر لمدة عام كامل 1994-1995.
- عضو الامانة العامة لاتحاد الكتاب والادباء الفلسطينيين.
- مؤسس اتحاد الخدمات الطبية لفتح منذ عام 1984 بالضفة الغربية.
- امين سر المكتب الحركي للاطباء منذ عام 1998– 2006.
- رئيس مجموعة المنتدى الثقافي الابداعي.
- منسق منتدى رواد حركة التحرير الوطني الفلسطيني – حركة فتح في محافظة بيت لحم.
- مقرر دائرة الشؤون المسيحية في العلاقات الخارجية لفتح.
- عضو مؤتمر حركة فتح السادس 2009.

## الجوائز الأدبية

### حصل على عدة جوائز أدبية في الشعر والنقد الأدبي أهمها
- جائزة راشد حسين في النقد الأدبي عام 1991 حيث فاز بالمرتبة الأولى على مستوى الوطن العربي.
- جائزة توفيق زياد في النقد الأدبي عام 2000 عى مستوى فلسطين.
- حصل على أفضل عمل عربي في المهرجان الأردني الثامن لأغنية الطفل العربي عام 2002 عن كلمات قصيدة «طفولتي».
- فاز بالجائزة الأولى عن ادب السجون والمعتقلات في قصيدة شعرية على مستوى فلسطين عام 2005.

## صدر له الدراسات النقدية التالية
- الصورة الشعرية الحديثة عام 1983
- الظاهرة الابداعية في الشعر الفلسطيني الحديث 1994
- الظاهرة الابداعية في شعر راشد حسين 1995
- الأسطورة والتراث في الشعر الفلسطيني الحديث 1996
- الرسالة الشعرية الفلسطينية ما بين الدين والقومية 2000
- تحت المجهر الأدبي - 2004
- أوجه التحليل الشعري داخل القصيدة الحديثة- 2010

## صدر له
- جمرات متوقدة في أرض الاشجان – شعر – 1980
- سر الفداء – مسرحية شعرية – 1983
- أيا قدس أنت الخيار – شعر – 1985
- حديث الجرح – أدب صحافة – 1988
- أناشيد البرق والاطفال والحجارة – شعر – 1990
- عندما تتكلم الحجارة – شعر – 1990
- ديمومة البقاء – شعر – 1991
- رضعنا المجد دينا – شعر (أدب المعتقلات) – 1991
- رسائل تخترق الأسلاك الشائكة – 1992
- لم الانكسار رغيفي الوحيد – شعر – 1994
- عش الروح – شعر – 2000
- شك اليقين – شعر – 2002
- الاوذيسة الفلسطينية – أدب – 2003
- ما تزال يدي تدق أبوابك – 2009
- ما زال يغسلنا الرحيل – 2013
- إن الأرض لها لغة واحدة - شعر - 2015
- عاصفة تقرأ الضباب - قصة - 2019